# Джесъмин (окръг, Кентъки)
Окръг Джесъмин (на английски: Jessamine County) е окръг в щата Кентъки, Съединени американски щати. Площта му е 451 km², а населението - 39 041 души (2000). Административен център е град Никълъсвил.